# Hashim Thaçi
Hashim Thaçi (în albaneză Hashim Thaçi; în Sârbo-Croată: Hašim Tači, Хашим Тачи; ascultăⓘ; n. 24 aprilie, 1968, în regiunea Drenica, Provincia Socialistă Autonomă Kosovo, R.S. Serbia, R.S.F. Iugoslavia) a fost prim-ministrul Republicii Kosovo, președintele Partidului Democrat din Kosovo (PDK) și fost lider politician al Armatei de Eliberare din Kosovo (UCK). A fost al 4-lea președinte al Kosovoului, dându-și demisia la 5 noiembrie 2020 în urma inculpării sale pentru crime de război de către Tribunalul de la Haga.

## Început de viață și de educație
Thaçi s-a născut la Drenica, în municipiul Srbica.
A studiat filozofia și istoria la Universitatea de la Priștina. În timpul anilor de facultate, a fost un șef al studenților albanez și primul președinte al studenților albanezi de la Universitatea Priștina. În 1993, s-a alăturat grupului de emigrare politică albaneză în  Elveția unde, și-a continuat studiile la Universitate de la Zurich, absolvind secția de istoria și relații internaționale. El a devenit unul din fondatorii Mișcării Populare din Kosovo (LPK), un partid politic Marxist-Leninist devotat poporului albanez.

## Rol în UCK
În 1993, Thaçi a devenit membru al Armatei de Eliberare din Kosovo. Thaçi (pseudonim "Gjarpëri" [Șarpele]) a fost responsabil pentru asigurarea mijloacelor financiare și de armament, și de a antrena recruții în Albania și apoi trimiși în Kosovo. În 1997, Thaci a fost judecat în absență și condamnat de autoritățile sârbe de la Priștina pentru acte de terorism asociate cu activitățile sale în UCK. În martie 1999, Thaçi a participat la negocierile de la Rambouillet în calitate de lider al echipei kosovare albaneze. În timpul negocierilor Thaçi a fost perceput de diplomații din Occident ca fiind "vocea rațiunii" în UCK: participarea sa la negocieri a demonstrat voința de a accepta autonomia pentru Kosovo de Serbia, atunci când alți lideri revoltați au refuzat orice soluție scurtă pentru o independență complet națională. Thaci a apărut de la ultima reglementare diplomatică ca fiind liderul celui mai puternic grup în cadrul celei mai des fracțiuni UCK. A început repede să-și consolideze puterea numindu-se unilateral prim-ministru al unui guvern provizoriu și se presupune că ordonat asasinarea liderilor rivali aparținând unui grup armat.